# 甘太くん
甘太くん（かんたくん）は、大分県で生産されるサツマイモのブランド。全国農業協同組合連合会大分本部（JA全農おおいた）の登録商標。主な産地は大分県中部の豊後大野市と臼杵市野津町である。

## 概要
「べにはるか」という品種のサツマイモを長期間貯蔵して、でんぷんを糖に変化させることにより糖度を1.5倍程に上げたもの。以下の条件を満たす必要がある。
- 収穫後40日以上貯蔵する。
- 糖度検査で一定基準以上（普通カンショの1.5倍以上）を確保する。
- ウイルスフリー苗を使う。

ローソンでは、2011年（平成23年）に大分県内、2012年（平成24年）からは九州地区の店舗で甘太くんの焼き芋を販売しており、2012年には発売から約1ヶ月で販売数が10万個を超えている。また、香港や東南アジア等に輸出されており、2016年度の輸出額は前年度比36.1%増の1,895万円にのぼっている。

## 沿革
- 2008年（平成20年） - 全国農業協同組合連合会大分本部（JA全農おおいた）が「甘太くん」を商標登録[1]。
- 2009年（平成21年）1月 - 「甘太くん」販売開始[6]。
- 2015年（平成7年） - 大分県農業協同組合（JAおおいた）が「甘太くん」の冷やし焼き芋を開発[7]。
- 2016年（平成28年）8月31日 - JAおおいたが「甘太くん部会」を設立[6][8]。